# Vincent Allègre
Pour les articles homonymes, voir Allègre (homonymie).
Vincent Allègre né le 7 août 1835 à Six-Fours (Var) et mort le 18 mai 1899 à Mèze (Hérault), est un avocat et parlementaire français. Entre 1881 et 1888, il est  Gouverneur de la Martinique.

## Biographie
Vincent Gaëtan Allègre fait des études de droit aux termes desquelles il devient avocat et est inscrit au barreau de Toulon. Nommé maire (républicain) de Toulon par Adolphe Thiers en septembre 1870, il est révoqué par Albert de Broglie au lendemain des élections du 24 mai 1873. Vincent Allègre est élu député du Var, le 20 février 1876. Membre du groupe de l'Union républicaine, il est l'un des signataires du Manifeste des 363, en mai 1877. Réélu en octobre 1877, il est nommé Gouverneur de la Martinique, le 20 juillet 1881, ce qui le contraint à démissionner de son poste de député.
Alors qu'il est Gouverneur de la Martinique, il se faire élire, en 1882, également sénateur de la Martinique mais son élection est invalidée le 1er février 1883.
Dans ses fonctions de Gouverneur, il écrit à son Ministre de tutelle, l'amiral Cloué, cette phrase extraordinaire pour l'époque : "J'ai de plus en plus la ferme résolution d'administrer la Martinique selon les principes républicains ; je ne me préoccupe nullement de la couleur des gens et sans distinction j'accueille avec faveur les blancs, les mulâtres et les noirs, pourvu qu'ils soient républicains (...)". Il deviendra la cible des Békés.
Il quitte son poste en 1887 et est remplacé par Louis Albert Grodet.
Vincent Allègre est élu - à nouveau, sénateur de la Martinique, le 21 octobre 1888, est réélu le 3 janvier 1897.
Il siège jusqu'à sa mort, survenue à Mèze (Hérault), le 18 mai 1899.
Son éloge funèbre est prononcée par Armand Fallières, futur président de la République Française.

### Sources
- « Vincent Allègre », dans Adolphe Robert et Gaston Cougny, Dictionnaire des parlementaires français, Edgar Bourloton, 1889-1891 [détail de l’édition]
- « Vincent Allègre », dans le Dictionnaire des parlementaires français (1889-1940), sous la direction de Jean Jolly, PUF, 1960 [détail de l’édition]